# Auktsjaur
Auktsjaur ist ein Ort in der Gemeinde Arvidsjaur in der schwedischen Provinz Norrbottens län und der historischen Provinz (landskap) Lappland.
Der Ort liegt etwa dreißig Kilometer nordöstlich des Hauptortes der Gemeinde Arvidsjaur am Åbyälven. Durch Auktsjaur führen die Inlandsbahn und die Europastraße 45 (Inlandsvägen).
Vor 2015 wurde Auktsjaur als Småort mit zuletzt (2010) 58 Einwohnern auf einer Fläche von 57 Hektar geführt, verlor diesen Status aber danach wegen zu großen Abstands in der Wohnbebauung gemäß Småortsdefinition beziehungsweise veränderter Methodik des Statistiska centralbyrån.